# MTV Czech
MTV Czechia Slovakia byla hudební televizní stanice vysílající pro Česko a Slovensko. Byla českou a slovenskou verzí celosvětové hudební televizní stanice MTV. Provozovatelem byla mediální společnost CME. Společnost MTV Networks International zde byla pouze dodavatelem know-how. Stanice byla spuštěna 29. listopadu 2009 a byla čtvrtým kanálem společnosti CET 21.
V minulosti též v Česku se stanicí MTV spolupracovala kromě TV Nova i TV Galaxie.